# Justus Suttermans

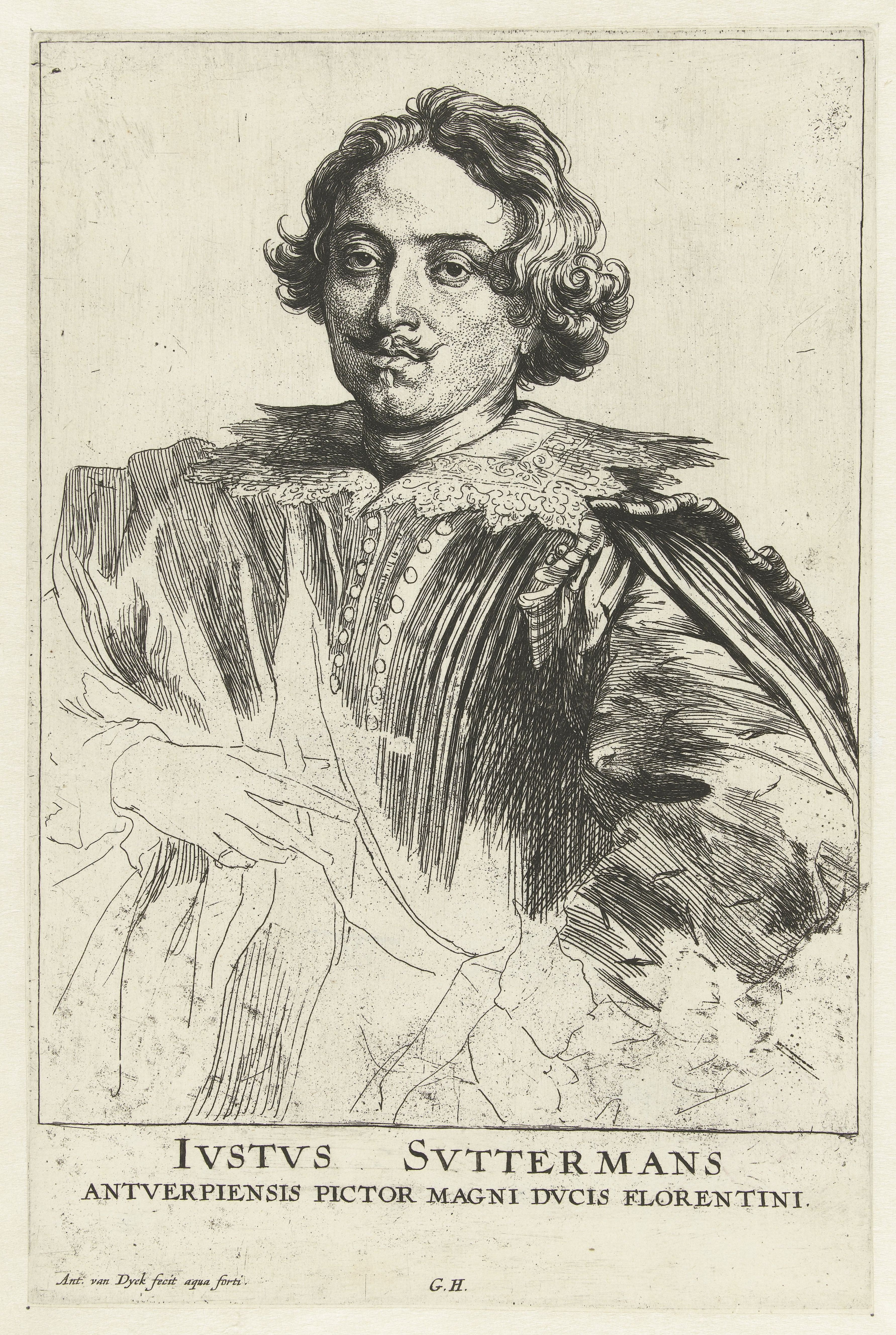
Justus Suttermans (Anthonis van Dyck)

Justus Suttermans auch Sustermans (* 28. September 1597 in Antwerpen; † 23. April 1681 in Florenz), auch als Giusto Sustermans bekannt, war ein flämischer Maler des Barock.

## Leben
Er studierte zunächst in Flandern und Antwerpen, möglicherweise bei Künstlern wie Willem de Vos (einem Neffen des Malers Marten de Vos) und Frans Pourbus d. J. und ging dann nach Florenz unter dem Patronat der Familie Medici, wo er italienische Porträtisten wie Il Guercino, den Spanier Diego Velázquez sowie den Franzosen Pierre Mignard studierte. In Italien wurde er auch beeinflusst durch venezianische Künstler.
Suttermans ist vor allem für seine Porträts von Mitgliedern der Familie Medici bekannt, deren Hofmaler er war. Sein Werk ist unter anderem in der Galleria Palatina und den Uffizien in Florenz zu finden. Zu seinen Lebzeiten galt er als der beste Maler in Italien.
Auch seine Brüder Cornelis, Franz und Jan waren als Maler tätig.

## Ausgewählte Werke

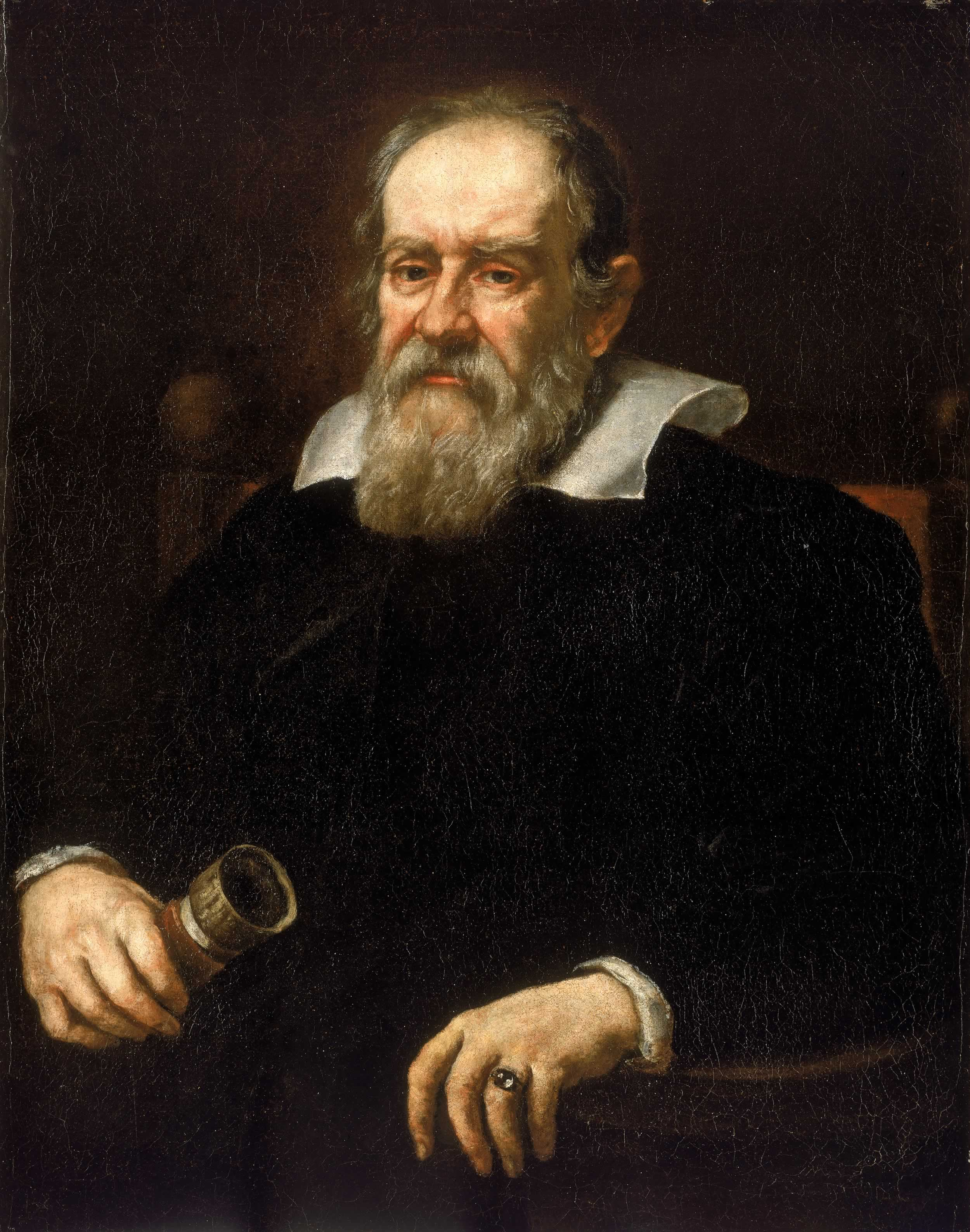
Porträt des Galileo Galilei, 1636 (National Maritime Museum, Greenwich)

- Porträt einer Dame, Öl auf Leinwand (Norton Simon Museum, Pasadena)
- Porträt einer Dame mit Perlen, Öl auf Leinwand (Museum für westeuropäische und orientalische Kunst, Odessa (Ukraine))
- Portrait des Großherzogs Ferdinand II. von Toskana und seiner Frau Vittoria della Rovere, Öl auf Leinwand (National Gallery, London)
- Die Senatoren von Florenz schwören Ferdinand II. de’ Medici die Treue, Öl auf Leinwand (Ashmolean Museum, Oxford)
- Portrait des Kardinals Carlo de’ Medici, Öl auf Leinwand (Museo Poldi Pezzoli, Mailand)
- Vincenzo II. Gonzaga, Herzog von Mantua von 1587 bis 1612, mit dem Mantel des Redentore-Ordens, Öl auf Leinwand (Mantua)
- Porträt des Galileo Galilei, Öl auf Leinwand, 1636 (National Maritime Museum, Greenwich)
- Porträt des Galileo Galilei, Öl auf Leinwand (Uffizien, Florenz)